# Пасејик Сити (Њу Џерзи)
Пасејик (енгл. Passaic) град је у америчкој савезној држави Њу Џерзи. По попису становништва из 2010. у њему је живело 69.781 становника.

## Демографија
Према попису становништва из 2010. у граду је живело 69.781 становника, што је 1.920 (2,8%) становника више него 2000. године.
| Група             | 2000.          | 2010.          |
| Белци             | 12.405 (18,3%) | 11.241 (16,1%) |
| Афроамериканци    | 9.385 (13,8%)  | 7.425 (10,6%)  |
| Азијати           | 3.740 (5,5%)   | 3.040 (4,4%)   |
| Хиспаноамериканци | 42.387 (62,5%) | 49.557 (71,0%) |
| Укупно            | 67.861         | 69.781         |